# جینا هکت
جینا هکت (انگلیسی: Gina Hecht؛ زادهٔ ۶ دسامبر ۱۹۵۳) یک هنرپیشه اهل ایالات متحده آمریکا است. وی از سال ۱۹۷۹ میلادی تاکنون مشغول فعالیت بوده‌است.

## گزیده فیلم‌شناسی
از فیلم‌ها یا برنامه‌های تلویزیونی که وی در آن نقش داشته‌است می‌توان به آثار زیر اشاره کرد.
- بی‌واچ (۱۹۸۹)
- پیشتازان فضا: نسل بعدی (۱۹۹۰)
- ساینفلد (۱۹۹۲–۱۹۹۳)
- دعاهای خانوادگی (۱۹۹۳)
- دوستان (۱۹۹۷)
- کدبانوهای وامانده (۲۰۰۹)
- گلی (۲۰۰۹–۲۰۱۲)
- شیفت شب (۱۹۸۲)
- آتش سنت المو (۱۹۸۵)
- هفت زندگی (۲۰۰۸)
- آخرین حرف (۲۰۰۸)